# 451 v.Chr.
Het jaar 451 v.Chr. is een jaartal volgens de christelijke jaartelling.

## Gebeurtenissen

### Perzië
- Koning Artaxerxes I stuurt de Perzische vloot om de onrust op Cyprus te onderdrukken.

### Griekenland
- Perikles beperkt het burgerschap in Athene tot mannen vanaf 20 jaar, geboren uit een huwelijk tussen twee Atheense ouders, die zelf afstamden van twee Atheense ouders. Daarmee krijgt de positie van de vrouw meer waarde in de samenleving.
- Athene sluit voor vijf jaar een wapenstilstand met Sparta.